# M6 SNCB
Pour les articles homonymes, voir M6 (homonymie).
Les M6 sont des voitures à double étage appartenant à la SNCB. Ces voitures sont principalement utilisées dans la desserte de trains InterCity et les trains P (heure de pointe) longues distances qui desservent la capitale Bruxelles.
Depuis décembre 2013, certaines voitures M6 sont homologuées pour atteindre la vitesse de 200km/h, elles peuvent donc emprunter les lignes à grande vitesse. Elles sont reconnaissables de par leurs logos 200≡ (situé sur chaque côté de chaque voiture) et ont été mises en service sur la relation IC A (IC-01 depuis 2014) : Eupen - Ostende (cinq paires de trains seulement, la majeure partie restant desservie par des voitures I11). En raison de leur mauvais comportement à 200 km/h, notamment un phénomène d'oscillation latérale, elles ont alors été temporairement chassées de cette relation à grande vitesse en 2015 et sont depuis limitées à 170 km/h sur LGV et utilisées sur les IC-12: Welkenraedt - Courtrai. Depuis[Quand ?], elles circulent à nouveau à 200km/h, LGV 2 et utilisées sur les IC-12: Welkenraedt - Courtrai et rarement sur les IC-01 : Eupen - Ostende ; bien qu'on puisse en croiser au milieu de compositions limitées à 200km/h.

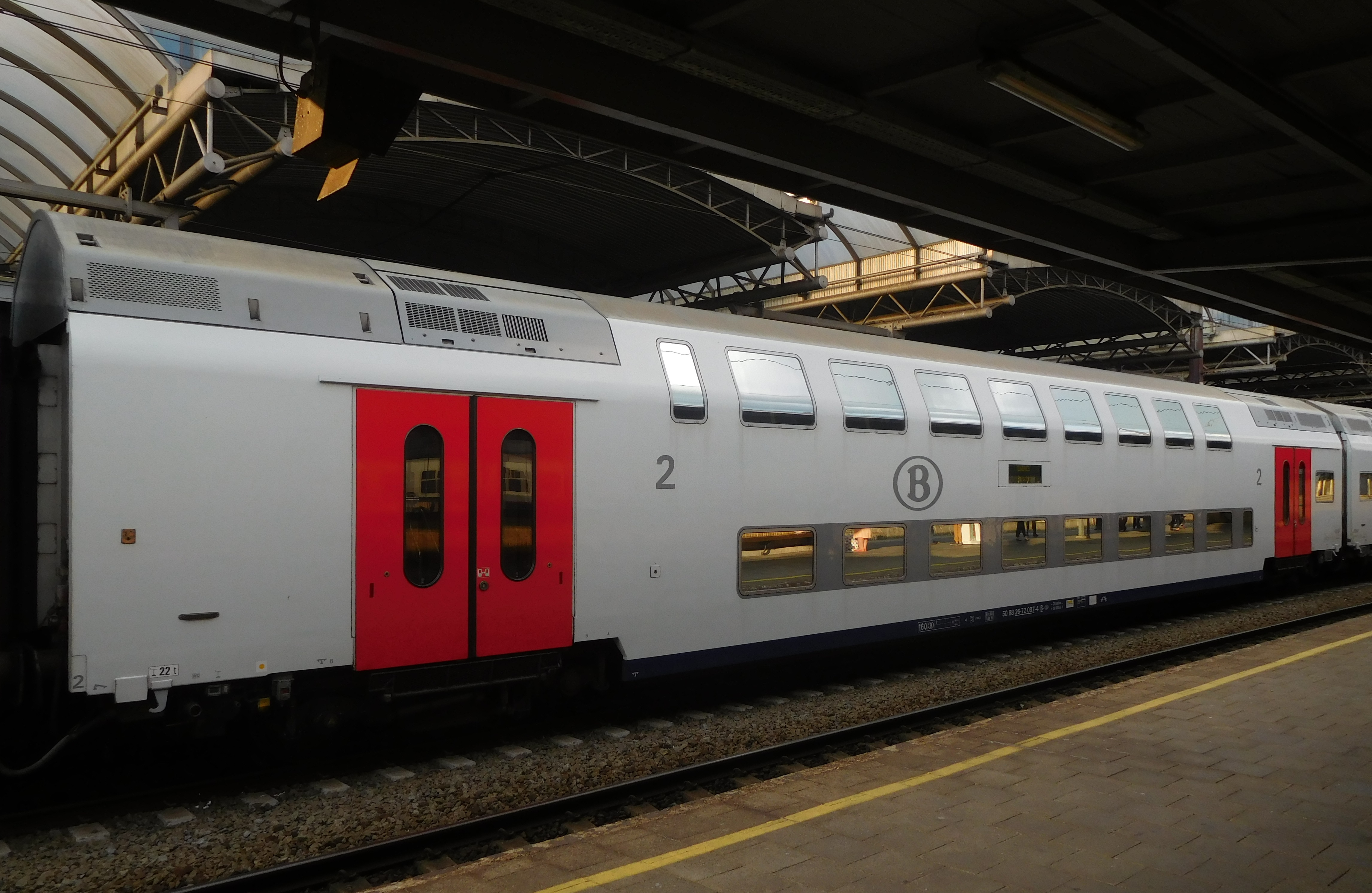
Voiture M6 de seconde classe

## Histoire

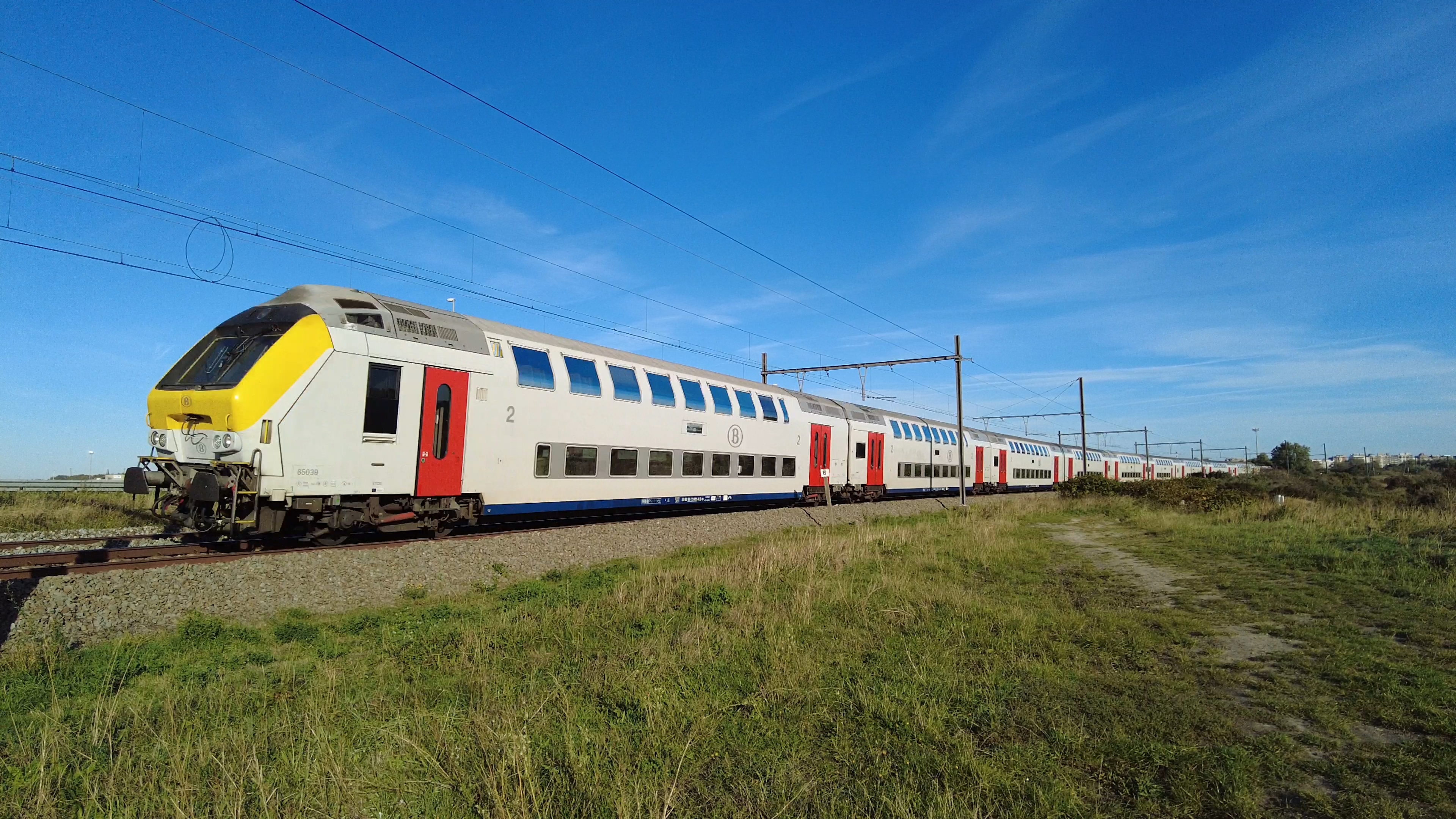
Rame M6 sur une relation IC Knokke - Brussels Airport Zaventem.

Après l'expérience acquise avec les voitures M5, la première génération à deux niveaux dont la grande capacité n'avait d'égale que l'inconfort, la SNCB prit livraison de matériel très confortable (les automotrices AM96 et voitures grandes lignes I11). Il apparut toutefois que la capacité de ce matériel était insuffisante pour absorber le flot de navetteurs convergeant vers Bruxelles sur de nombreuses lignes par ailleurs proches de la saturation.
La SNCB forma alors le projet d'acquérir du matériel à deux niveaux très confortable. Afin d'avoir une hauteur sous plafond acceptable, ces voitures sortiront du gabarit standard et nécessiteront une adaptation des ponts et tunnels des lignes desservies, alors qu'elles ne seront pas autorisées sur les autres lignes. Le niveau de confort souhaité induit notamment :
- des sièges individuels avec revêtement en tissu ;
- la climatisation, couplée à des fenêtres sans ouvrants
- des portes de séparation intérieures et d'intercirculation automatiques;
- un système d'information aux voyageurs sonore et par panneaux électroniques intérieurs et extérieurs ;
- des WCs en circuit fermé ;
- des prises pour PC portables (sans toutefois en avoir à chaque rangée).

Plusieurs commandes successives furent passées : 
- La commande initiale, en 1999 :  210 voitures (35 A, 140 B, 35 BD) ;
- En 2004, 70 voitures complémentaires (19 A, 51 B, 23 BD et 32 Bx) ;
- En 2005, 90 voitures complémentaires (18 A, 36 B, 18 BD et 18 Bx) ;
- En 2007, 50 voitures complémentaires ;
- En 2008, 72 voitures complémentaires (dont 10 Bx).

Les voitures M7, étroitement dérivées des M6, sont mises en service commercial à partir de 2018. Outre des voitures de seconde classe, à la disposition quasiment identique, cette série comprend des voitures mixtes (où l'espace des premières classes se trouve à l'étage supérieur), des voitures-pilotes avec espace multiservice ainsi que des voitures-pilotes motorisées. Ce nouveau matériel est prévu pour pouvoir être utilisé de concert avec des voitures M6 mais aussi pour former de véritables rames automotrices.

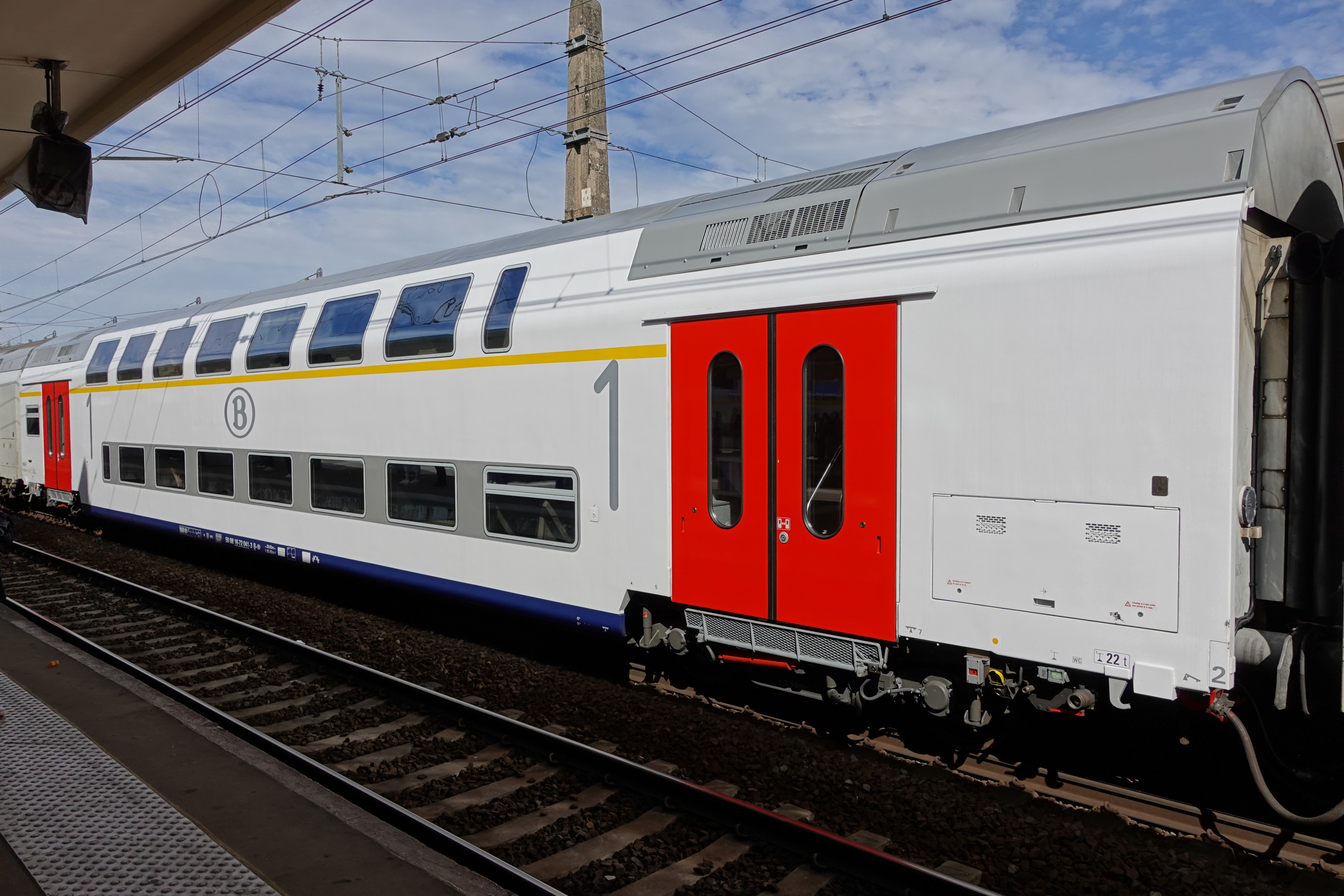
Voiture M6 modernisée de première classe.

En 2022, une première voiture M6 sort des ateliers avec une livrée à pictogrammes géants, similaires à ceux des M7, et sans les écrans d'information au centre des parois latérales.

## Caractéristiques

### Caractéristiques générales
Quatre types de configuration sont disponibles : 
- voiture de première classe (sur les deux niveaux) dite de type A ;
- voiture de seconde classe (sur les deux niveaux également) dite de type B ;
- voiture multifonction, composées d'un second niveau initialement réservé aux fumeurs des deux classes, et déclassée intégralement en seconde classe depuis l'interdiction de fumer. Le premier niveau est accessible aux personnes à mobilité réduite (en ce compris des WC adaptés) grâce à une porte à accès surbaissé, et équipé de sièges longitudinaux à assise rabattable afin d'y installer des chaises roulantes ou des vélos. Cette voiture comporte également un compartiment de service pour le personnel, et est dite de type BD ;
- voiture pilote, de seconde classe, dite de type Bx.

En théorie, elles forment des demi rames composées d'une voiture A, d'une voiture BD, de 2 ou 3 voitures de type B et, le cas échéant, d'une voiture pilote, pour une capacité d'environ 650 places assises.
La moitié des voitures pilotes sont équipées d'attelages automatiques du type GF. Une rame complète est soit composée de deux demi rames avec éventuellement une voiture pilote, et tractées par une motrice, soit de deux demi rames disposant chacune d'une voiture pilote et d'une locomotive permettant une desserte de deux destinations avec tronc commun (comme sur les anciennes relations Bruxelles – Namur - Liège / Dinant et Hasselt – Bruxelles – Gand – Knokke / Blankenberge).

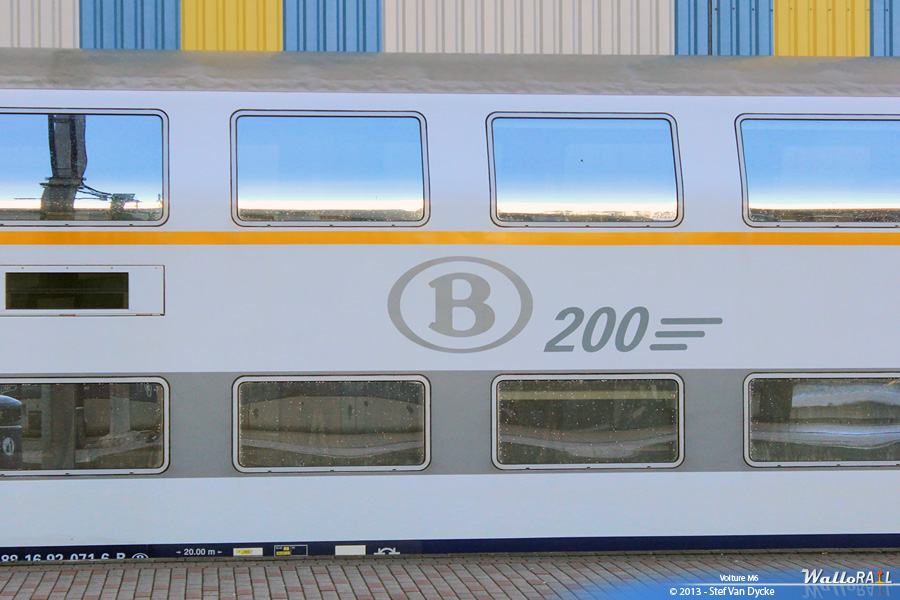
Voiture M6 pouvant rouler jusqu'à 200km/h.
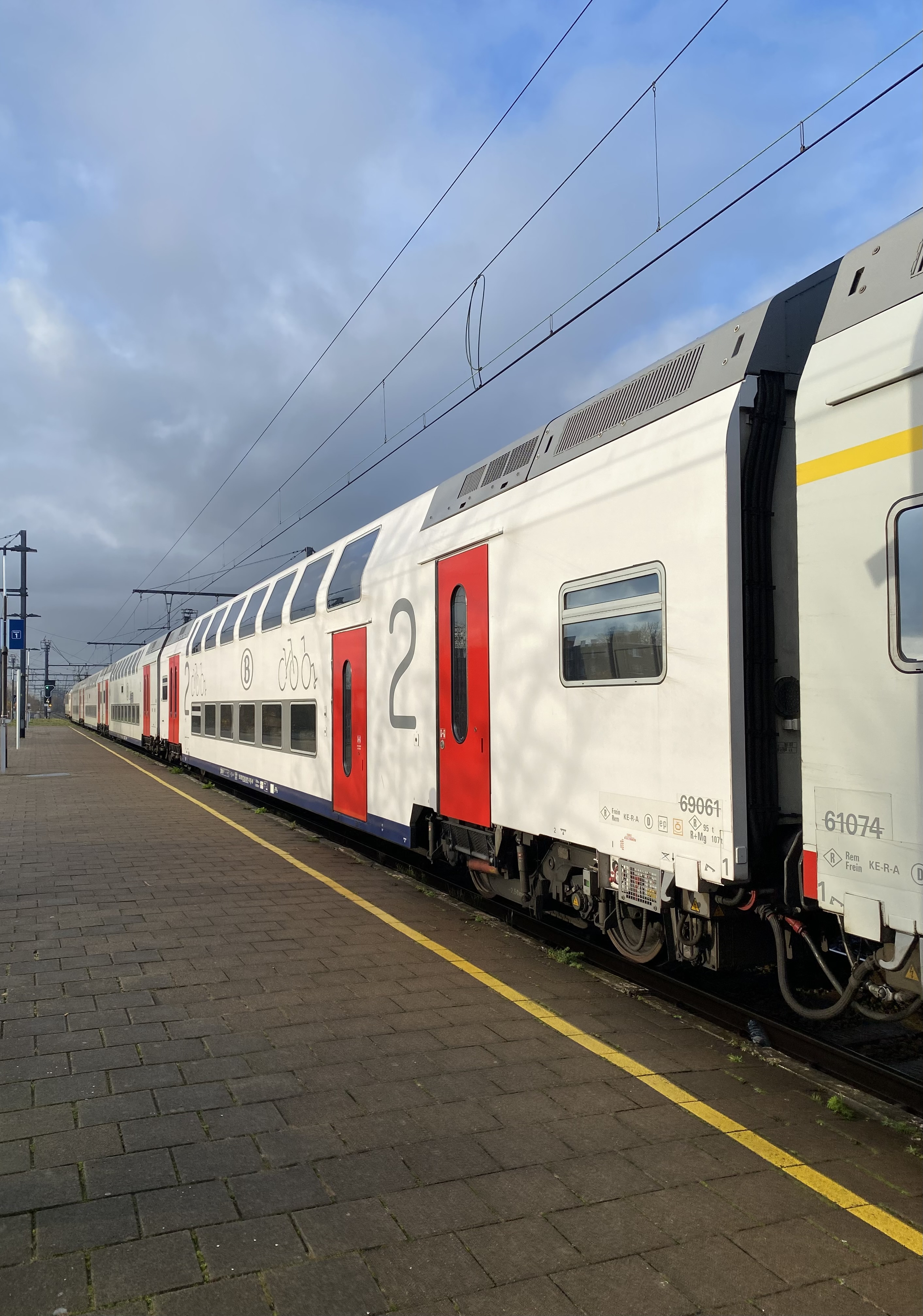
Voiture M6 multifonctions.
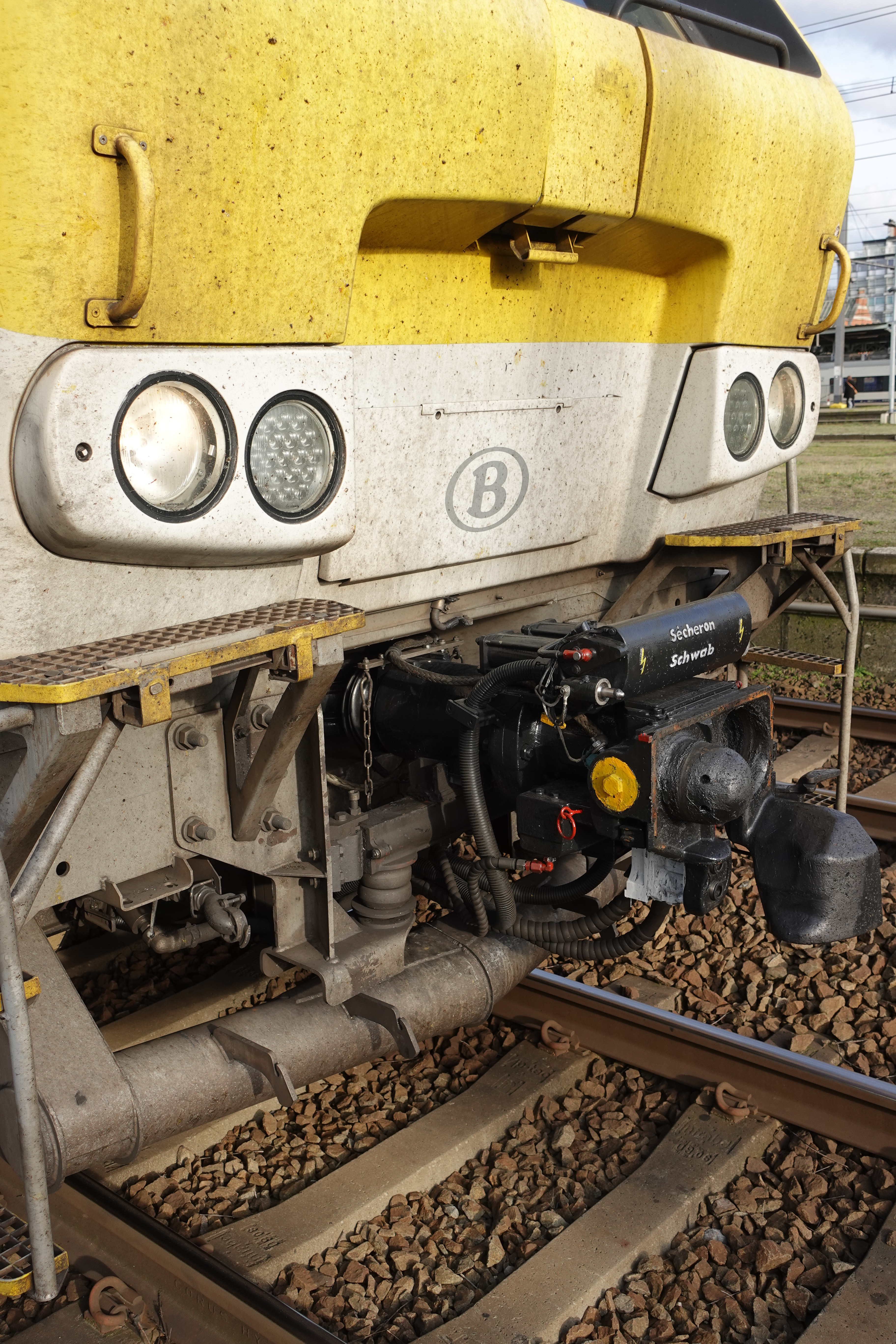
Attelage GF d’une voiture-pilote.

### Aménagement

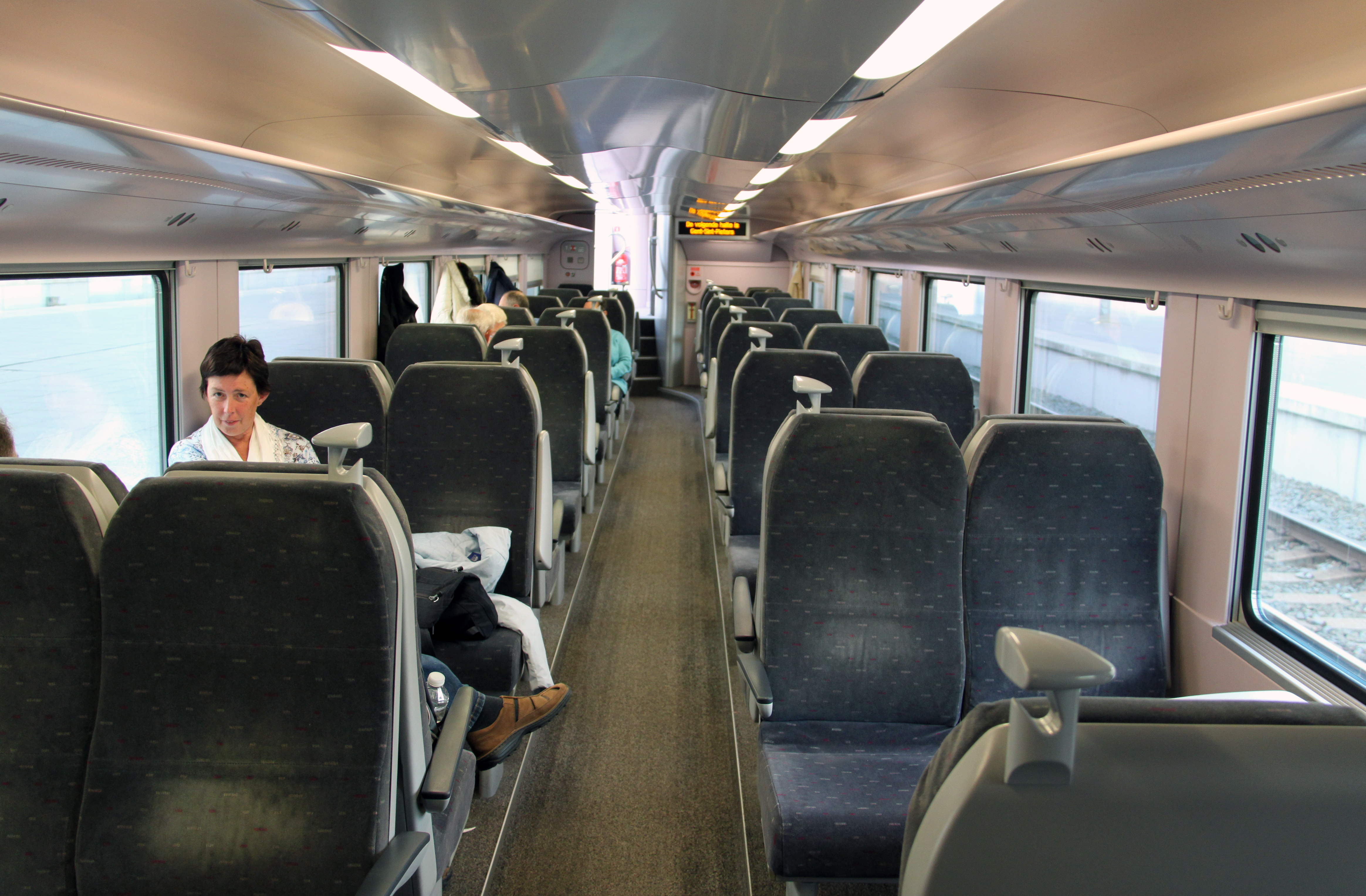
Étage inférieur d’une voiture de première classe.
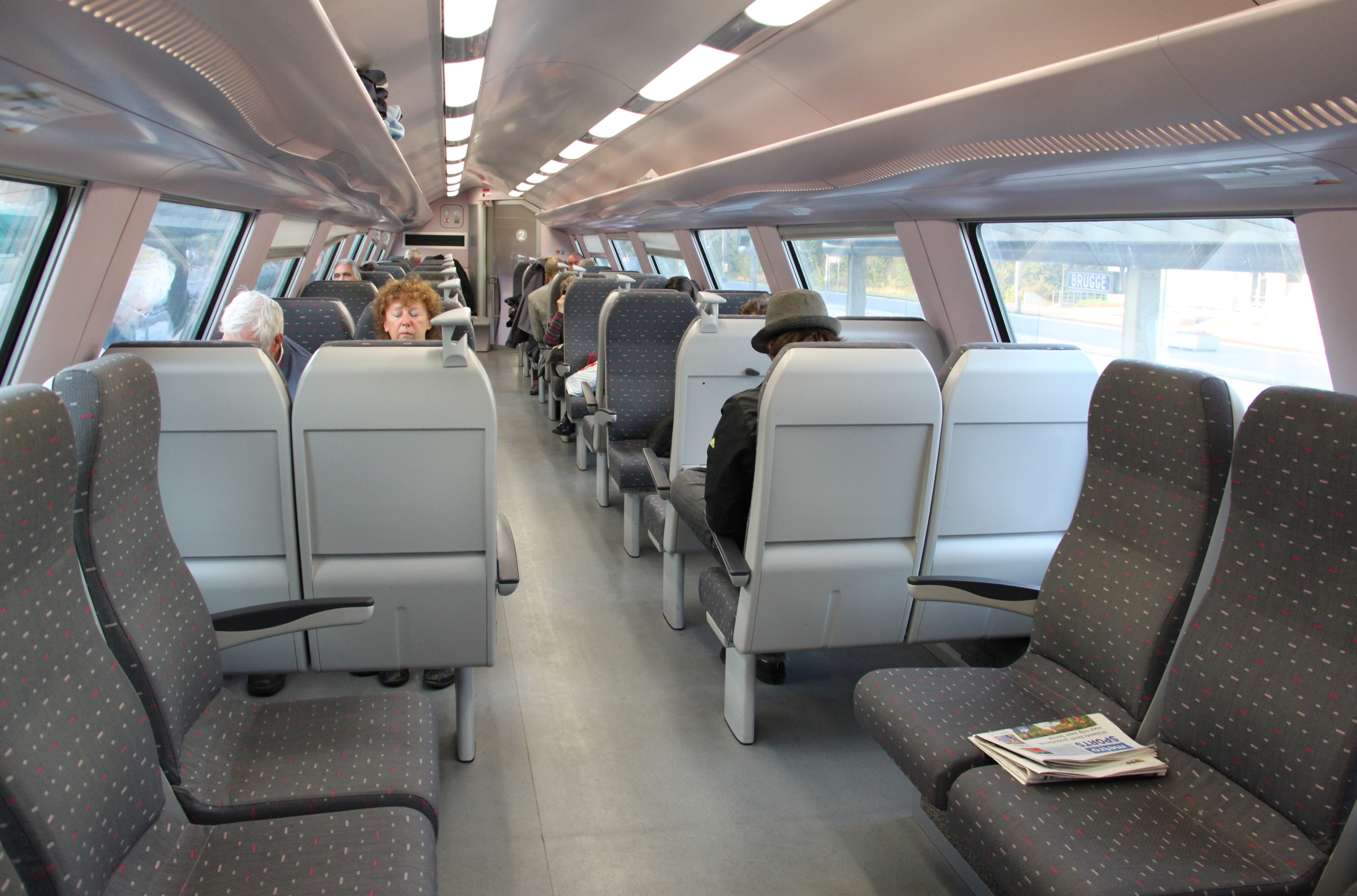
Étage supérieur d’une voiture multifonctions.
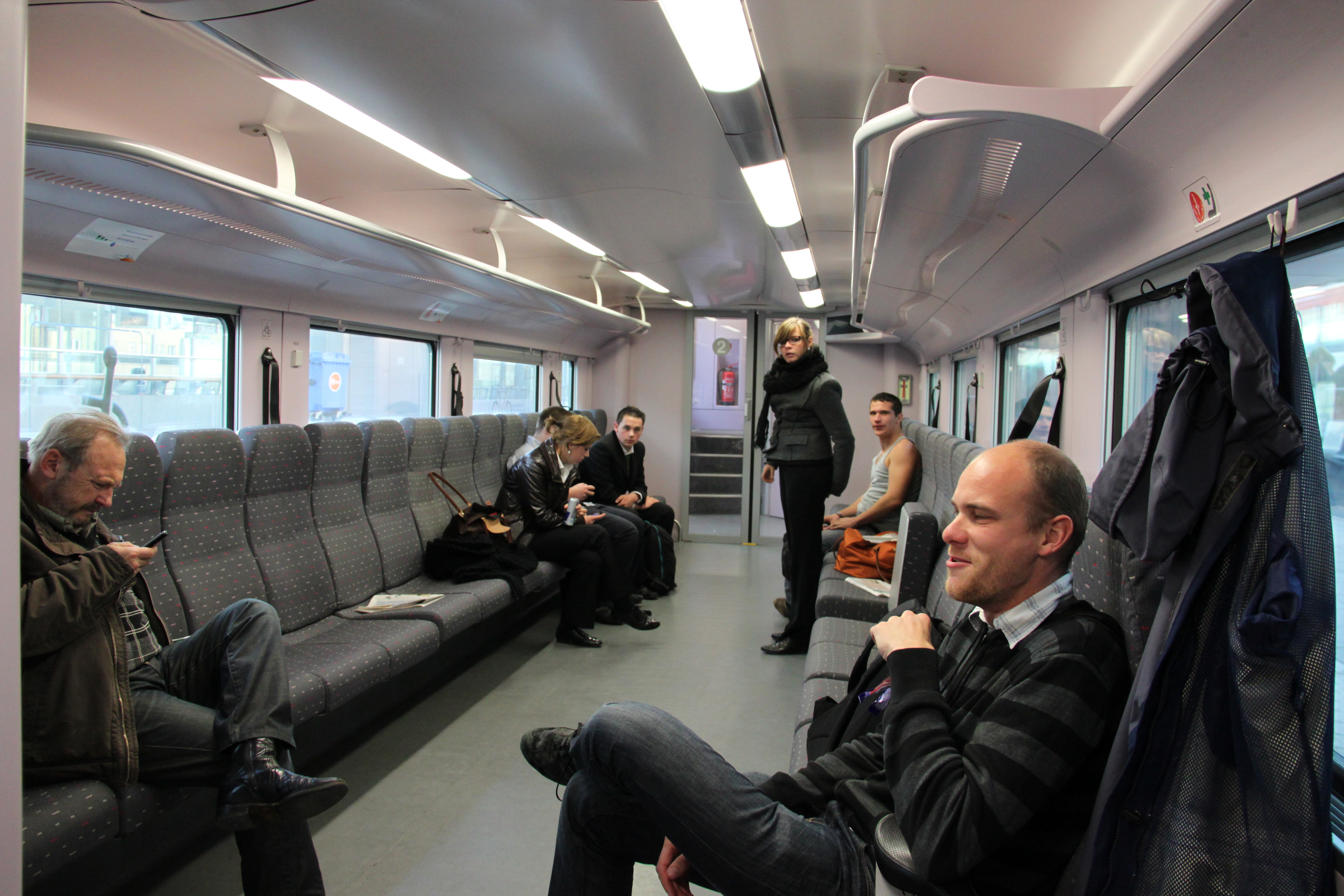
Étage inférieur d’une voiture multifonctions.

## Utilisation
- Le 19 novembre 2002, la première rame a assuré un train de pointe Ostende - Bruxelles ;
- Train InterCity Knokke/Blankenberge - Gand - Bruxelles - Genk/Liège/Tongres (demi-rames scindées, certains de ces trains ne sont pas assurés par des voitures M6)) ;
- Train InterCity Bruxelles - Namur - Arlon - Luxembourg (l'autre partie des trains est assurée par des voitures de type I 11 , I 6 ou I 5 ) le tout tracté pour le moment par des HLE 13 et peut-être après par des HLE 18 qui attendent d'être homologuées pour rouler sur le territoire luxembourgeois
- Train InterCity Charleroi - Nivelles - Bruxelles - Malines - Anvers (certains de ces trains ne sont pas assurés par des voitures M6) ;
- Train InterCity Courtrai - Mouscron - Tournai - Ath - Bruxelles - Termonde - Lokeren - Saint-Nicolas (aux heures de pointe) ;
- Train InterCity Bruxelles - Namur - Liège-Saint-Lambert (aux heures de pointe, demi-rames scindées) ;
- Train InterCity Charleroi - Bruxelles - Anvers - Essen (certains de ces trains ne sont pas assurés par des voitures M6)
- Train InterCity Genk - Gand-Saint-Pierre ;
- Train InterCity Bruxelles - Malines - Turnhout (aux heures de pointe) ;
- Train Intercity Welkenraedt- Verviers-Central - Liège-Guillemins - Louvain - Bruxelles - Gand-Saint-Pierre - Courtrai (Continue vers Ostende 22H02)(Ligne seulement la semaine)
- Train InterCity Poperinge - Courtrai - Zottegem - Denderleeuw - Bruxelles - Termonde - Saint-Nicolas (aux heures de pointe) ;

Il est à noter que des modifications dans l'utilisation de ce matériel ont été apportées depuis la mise en application du nouveau plan de transport de la SNCB en décembre 2014.

## Sources